# Murat III
Murat III (turc otomà: مراد ثالث, Murād-i sālis; turc: III.Murat) (4 de juliol de 1546 – 15 de gener de 1595) va ser el soldà de l'Imperi Otomà des de 1574 fins a la seva mort. Murat III va ser el fill gran del soldà Selim II (1566–74) i la seva esposa la veneciana Nur-Banu, i va succeir el seu pare el 1574.

## Primers anys
Va néixer al campament de Boz Dagh Yayla prop de Manisa on el seu pare (encara príncep) exercia com a sandjakbegi. Fou circumcidat a Manisa l'abril del 1557. Selim fou enviat com a sandjakbegi a Karaman el 1558 i Murat, amb 12 anys, fou nomenat sandjakbegi d'Akshehir. El 1562, quan el seu pare lluitava contra el seu germà Baiazet a la plana de Konya, Murat era governador de la fortalesa de Konya; després fou nomenat sandjakbegi de Saruhan amb seu a Manisa, generalment reservat als hereus, on va viure fins a pujar al tron el 15 de desembre de 1574. Mentre era a Manisa la seva cosina Huma Shah el va casar (1563) amb l'albanesa Safiye, de tretze anys, i va tenir el primer fill al maig del 1566, el futur sultà Mehmet III; abans de 1574 Safiye va tenir dues filles, Aixa i Fatima Sultan. No se li coneix cap altra esposa oficial.

## Sultanat
La mort del seu pare fou mantinguda en secret pel gran visir Sokollu Mehmet Paşa. Murat va marxar de Manisa (del port de Mudanya) a Istanbul en vaixell i hi va arribar en cinc dies, el 21 de desembre, i llavors la mort de Selim es va fer pública junt amb la seva proclamació. Els principals dignataris li van jurar fidelitat. Cinc altres fills de Selim i germans de Murat foren estrangulats el mateix dia per evitar competicions pel poder i enterrats al mateix temps que el pare. El 25 de desembre de 1574 va tenir el seu primer consell i uns dies després va rebre el sabre d'Osman de mans del Shaykh al-Islam.
La seva autoritat es veurà condicionada per les influències de l'harem, principalment per les de la seva mare Nurbanu Sultan i la seva germana Esmakhan (esposa del gran visir Sokollu Mehmet Paşa), que el van animar a mantenir relacions sexuals amb altres dones, i la mare va designar directora encarregada de l'harem a Radiye Kalfa, de la seva confiança, que va introduir al místic dervix Khalwati Shaykh Shudja. El poderós gran visir de Selim II, Sokollu Mehmet Paşa va mantenir-se al capdavant del govern.
El govern de Murat III va estar marcat per les guerres amb perses, croats i austríacs i per la decadència econòmica i institucional otomana. El seu preceptor Khodja Sad al-Din Efendi fou un dels seus homes de confiança, junt amb el defterdar (director de finances) Kara Uweys Çelebi. A la cort es va formar una facció oposada al gran visir dirigida per Isfendiyar-oghlu Shemai Ahmed Pasha i el agha blanc suprem Khassodabashi Ghazanfer Agha, un renegat hongarès (que serà executat el 1603) que tenia el suport de la directora de l'harem i la seva agent jueva Esperança Malchi, i a la que es van unir també els cercles més propers al sultà procedents de Manisa i el 1577 Lala Mustafà Paixà. El sultà fou convençut de no abandonar el palau i de nomenar un comandant en cap (serdar-i ekrem) per dirigir les operacions militars a la frontera oriental.
Els otomans van envair els territoris de l'Imperi Safàvida al Caucas, que estaven afeblits, amb l'objectiu de conquerir l'Azerbaidjan i el Caucas a través d'Ardahan, prenent Akhaltsikhe l'agost de 1576, Tiflis l'agost de 1578, i Kars i Tabriz el 1585, mentre pressionaven Kartli perquè es convertís en un vassall tributari de l'Imperi Otomà. La guerra va acabar amb el tractat d'Istanbul en 1590, que consolidava el domini otomà sobre la major part del sud del Caucas i l'Azerbaidjan, Luristan, Daguestan, Shahrizor, Khuzestan, Bagdad i Mesopotàmia.
Després de la mort de Sokollu, que fou assassinat l'octubre de 1579, fou Safiye Valide Sultan qui va dirigir les relacions exteriors, amb evidències notables en les relacions amb la República de Venècia, el Regne de França i en una carta a la reina Isabel I d'Anglaterra el 1593. Nurbanu Sultan va morir el 7 de desembre de 1583 i la seva posició fou ocupada per l'esposa del sultà, Safiye, que va conservar la influència fins a morir el 1605. Els nomenaments eren fets generalment per la camarilla del palau.
Es van produir algunes revoltes dels geníssers i dels espahís. El 2 d'abril de 1589 en l'anomenat "incident del beglerbegi", Murat va haver de sacrificar a Doghandji Mehmed Pasha, un conseller de la cort molt apreciat que era beglerbegi de Rumèlia, per satisfer els rebels; al mateix temps fou executat el defterdar Mahmud Efendi; els dos eren responsables de la depreciació de l'akça de plata a la meitat el que havia provocat una forta alça dels preus. L'any 1591 que corresponia a l'any 1000 de l'hègira, en què s'esperava al Messies, va portar disturbis a Trípoli de Líbia, Iemen, el Líban i els principats danubians; l'imperi va conèixer certa agitació social.
Amb la derrota a la batalla de Sisak el 22 de juny de 1593, en la que el suport de l'Imperi Habsburg als nobles croats va acabar amb una victòria per a les forces cristianes, a la cort es van formar dos partits: Koca Sinan Pasha (que entre 1580 i 1596 fou cinc vegades gran visir) volia la guerra contra els Habsburg. El seu rival Ferhad Paixà (dues vegades gran visir entre 1591 i 1595) s'hi oposava i li donava suport Khodja Sad al-Din Efendi. El primer es va imposar i va esclatar la Llarga Guerra Turca en 1593.
Murat va fer transportar dues grans urnes d'alabastre des de Pèrgam i les va col·locar a banda i banda de la nau de Santa Sofia. Era notable la seva passió per les dones, arribant a comprar més de 1.200 de les noies més boniques disponibles als mercats d'esclaus. El seu harem era dels més grans i prestigiosos del món. Li agradava contemplar les noies com es banyaven nues, de vegades tot jugant a jocs que ell s'havia inventat expressament per a l'ocasió. Mentre el seu imperi perdia poder, ell vivia satisfet al seu harem. El seu estil de vida el va portar a ser pare de 103 fills.
Va morir a palau el 17 de gener de 1595 als 49 anys. Segons els contemporanis la seva mort fou predita pel seu astròleg i va anar precedida de diversos mal auguris, però sembla que la causa fou una malaltia d'estómac. La seva mort es va mantenir en secret uns dies.

## Successió
El va succeir el seu fill Mehmet III. Safiye Valide Sultan va seguir governant com fins aleshores en el que fou anomenat "sultanat de les dones".